# اکینوپسیس پاکانوی
اکینوپسیس پاکانوی (نام علمی: Echinopsis pachanoi) نام یک گونه از سرده اکینوپسیس است که اغلب با نام کاکتوس سن‌پدرو شناخته می‌شود.کاکتوس سن پدرو دارای ماده ی روان گردان مسکالین می باشد.

## نگارخانه

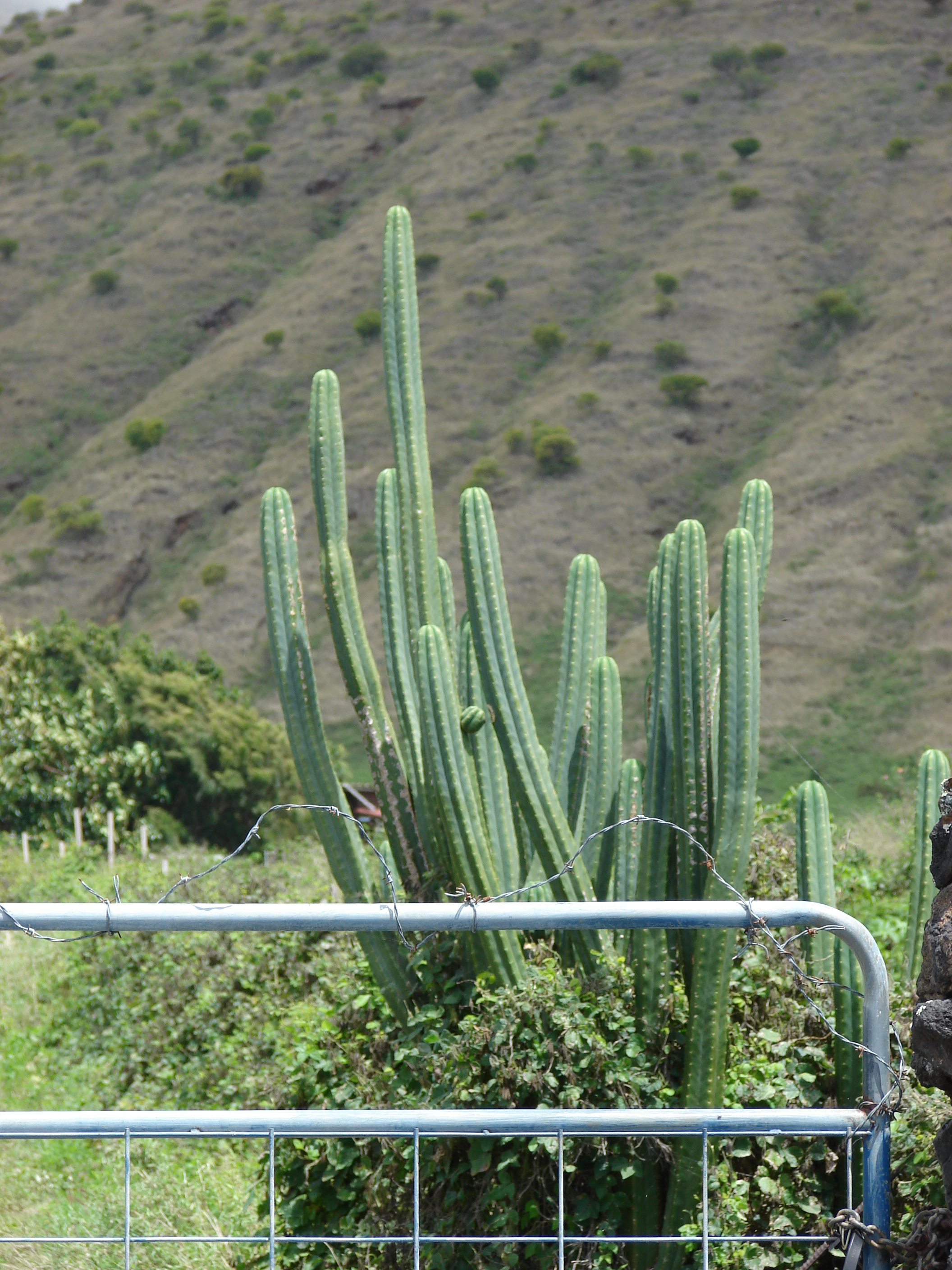
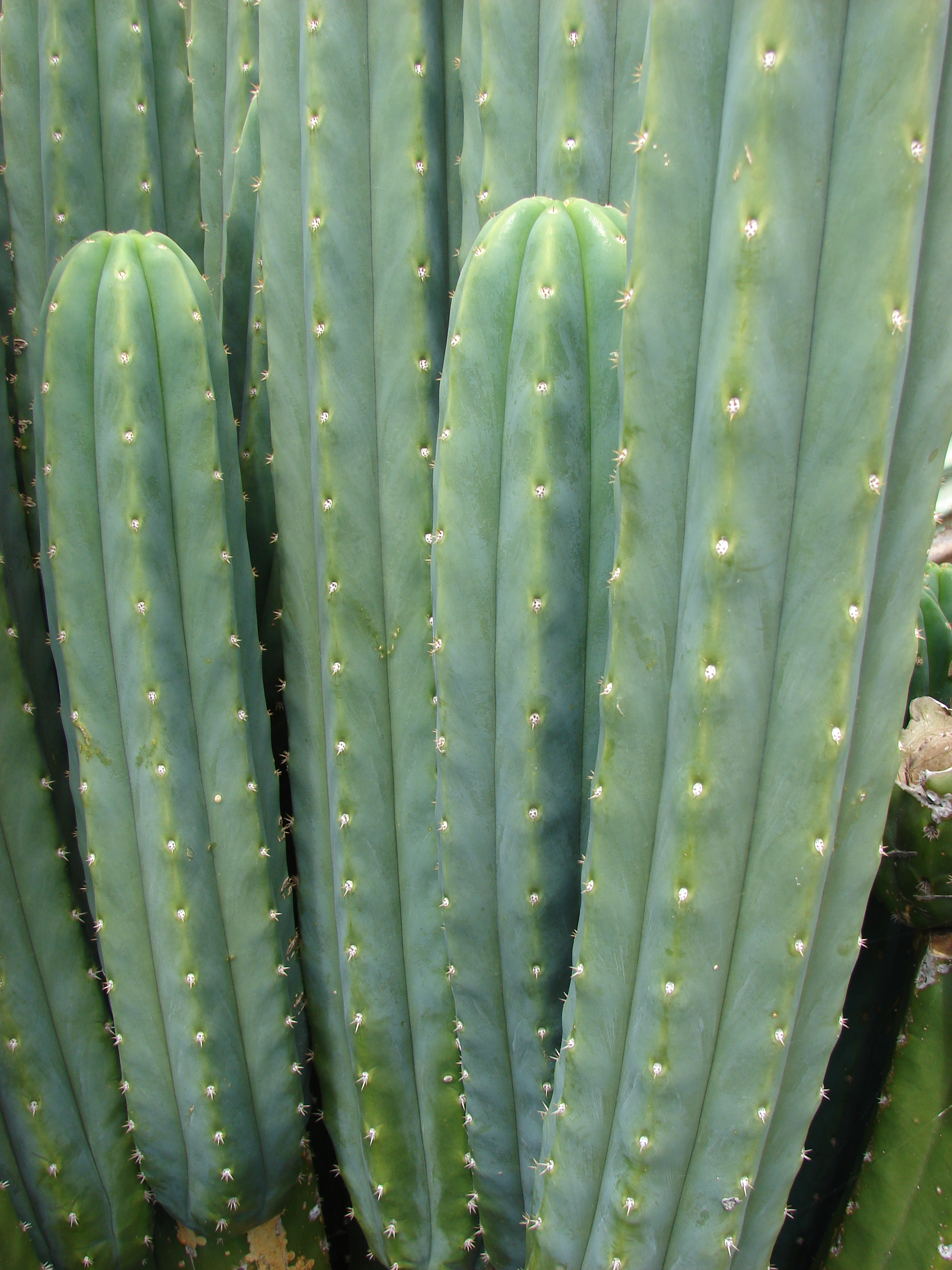
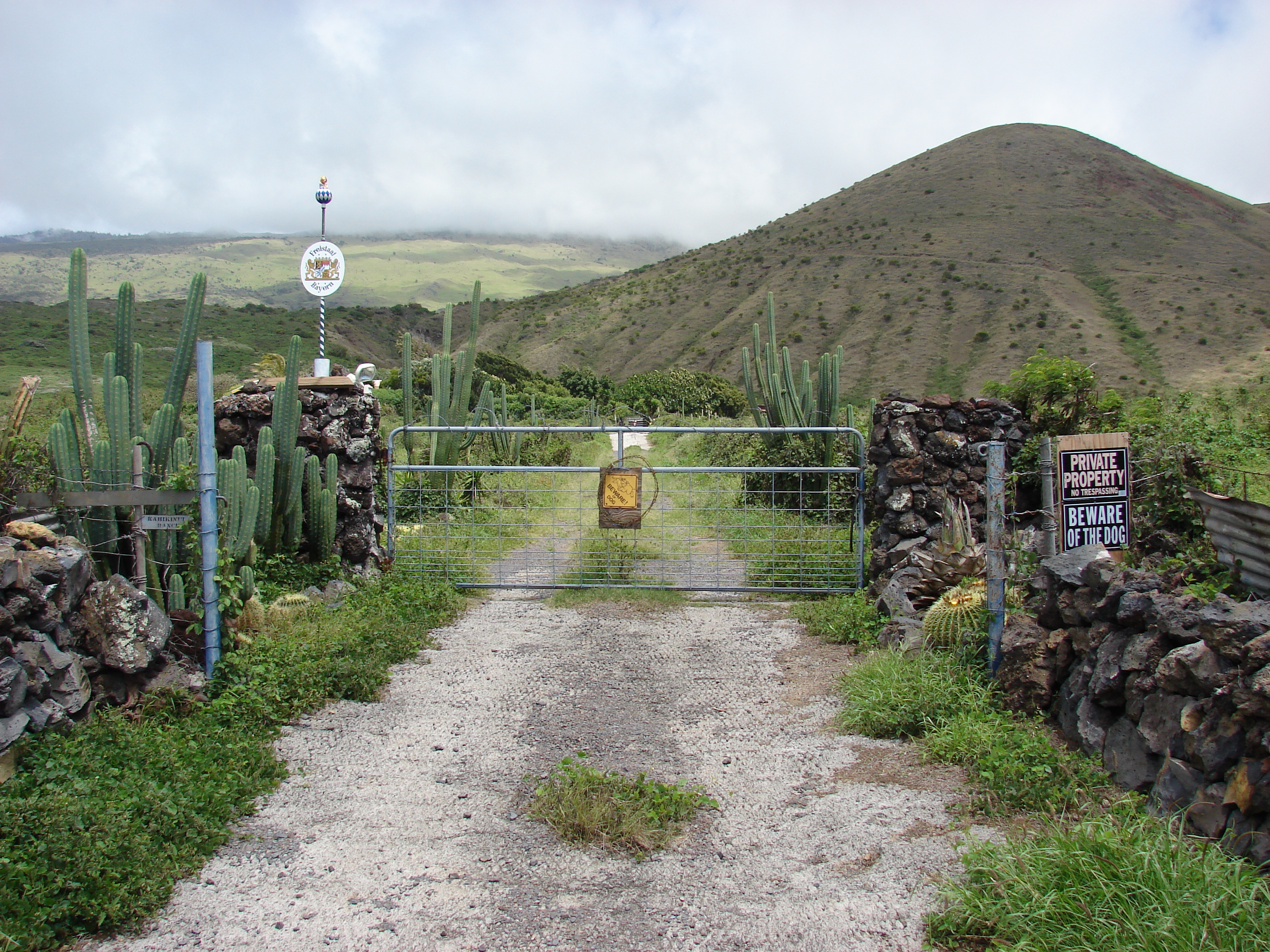
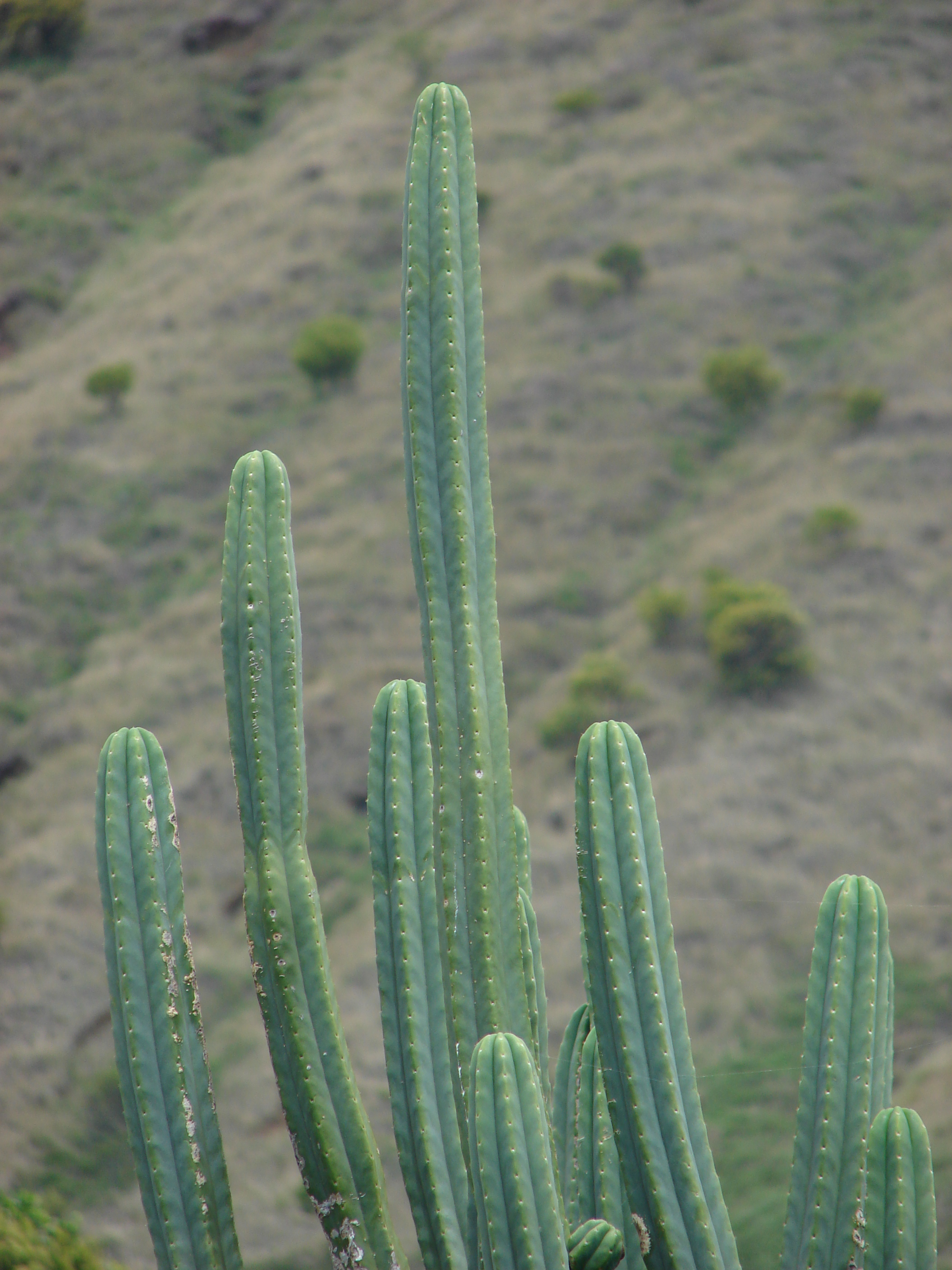
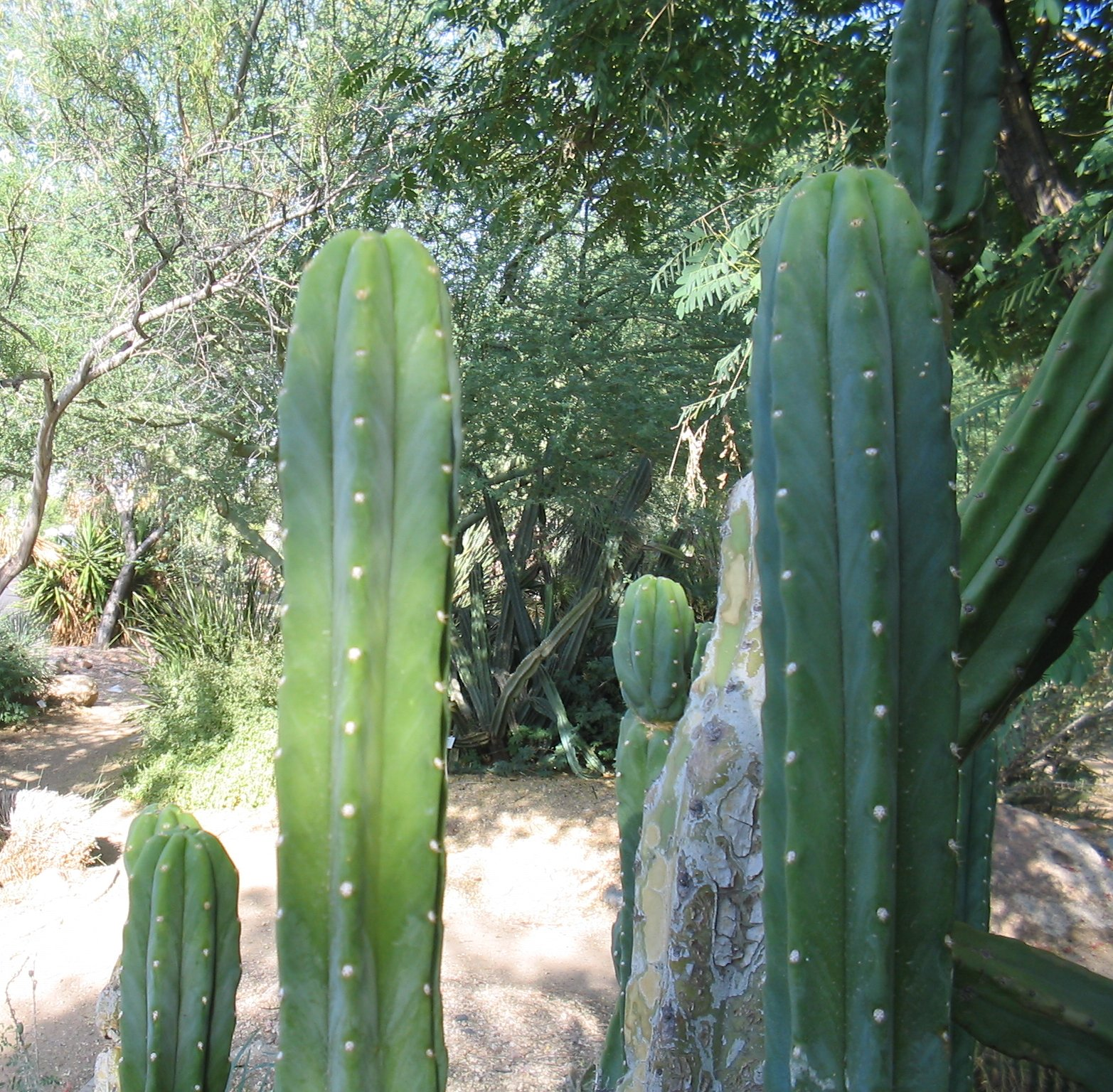
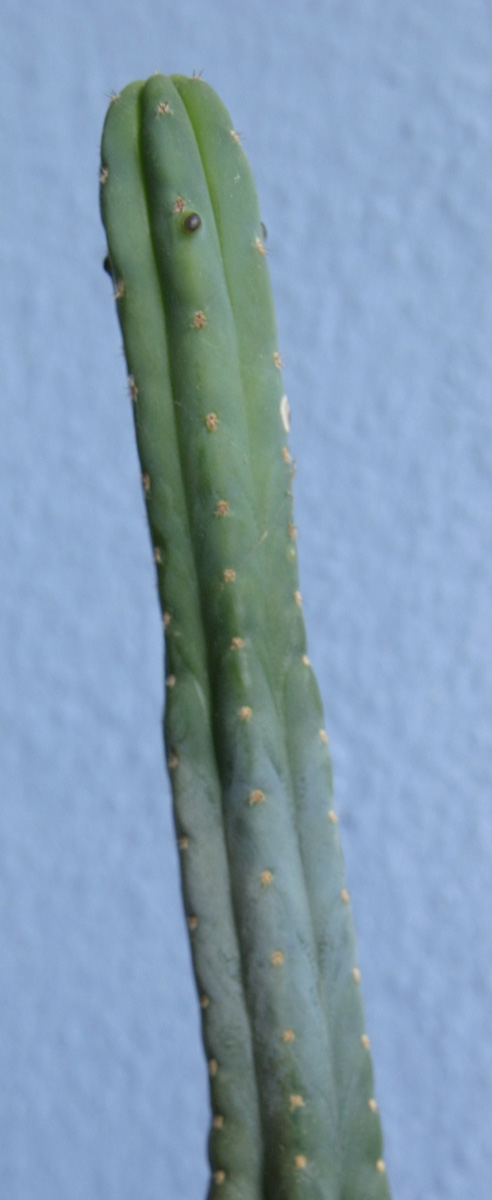
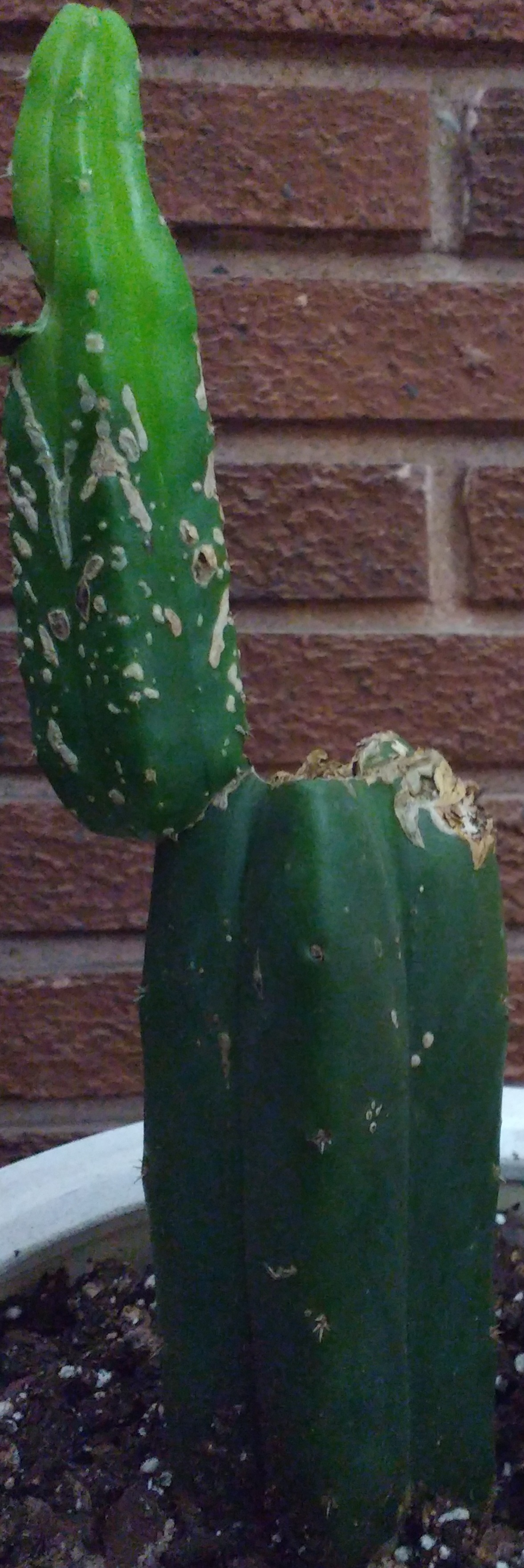
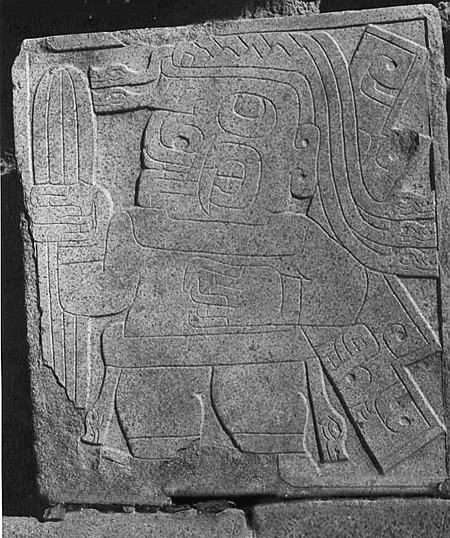